# Timur Nuruachitowitsch Bekmambetow

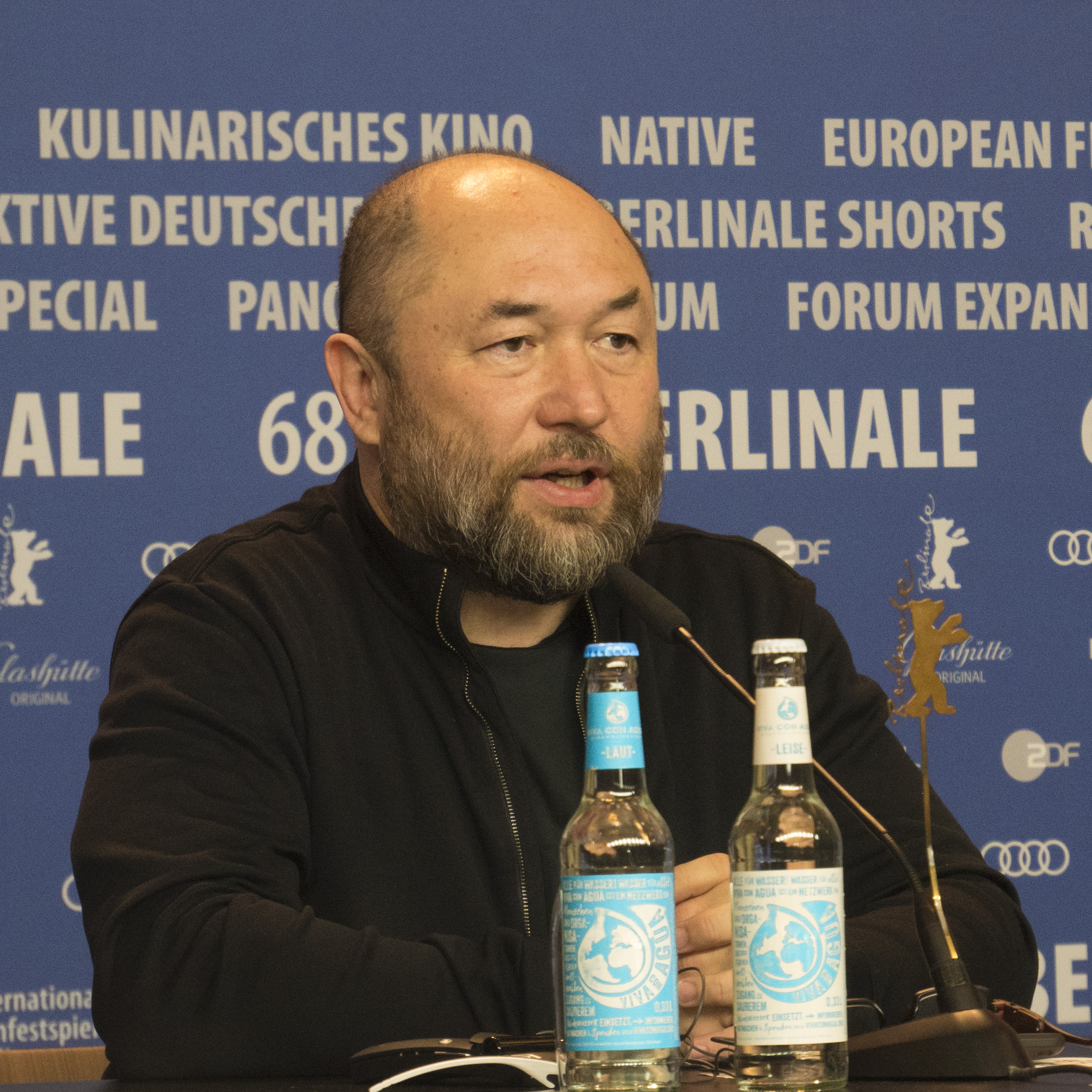
Bekmambetow im Jahr 2018

Timur Nuruachitowitsch Bekmambetow (russisch Тимур Нуруахитович Бекмамбетов, wiss. Transliteration Timur Nuruachitovič Bekmambetov, kasachisch Темір Нұрбақытұлы Бекмамбетов Temır Nūrbaqytūly Bekmambetov; * 25. Juni 1961 in Gurjew, Kasachische Sozialistische Sowjetrepublik) ist ein kasachisch-russischer Filmproduzent und Regisseur.

## Leben
Sein Vater Nuruachit Bekmambetow (russisch Нуруахит Бекмамбетов) ist ein Kasache und seine Mutter Mira Bogoslowskaja (russisch Мира Богословская) eine Jüdin (Aschkenasim).
In den 1990er Jahren verdiente Bekmambetow sein Geld als Werbefilmer. Gemeinsam mit einem Freund schaffte er es, 60.000 Dollar für seinen ersten Spielfilm aufzutreiben. Peshavar Waltz handelt vom sowjetischen Krieg in Afghanistan. Danach drehte er für den amerikanischen Produzenten Roger Corman den billigen Streifen Arena. Mit seinem dritten Spielfilm Wächter der Nacht – Nochnoi Dozor gelang Bekmambetow der Durchbruch. Der Fantasythriller basiert auf dem gleichnamigen Roman des russischen Bestsellerautors Sergei Lukjanenko. Mit der Fortsetzung Wächter des Tages – Dnevnoi Dozor übertraf Bekmambetow den Erfolg des ersten Teils. Der Film spielte allein in Russland an der Kinokasse über 30 Millionen Dollar ein und stellte damit einen neuen Rekord auf.
2007 drehte Bekmambetow eine Fortsetzung des in Russland äußerst populären sowjetischen Fernsehfilms Ironie des Schicksals (Regie: Eldar Rjasanow). 2008 folgte sein erster Hollywood-Film Wanted mit Morgan Freeman und Angelina Jolie, der bei einem Budget von 75 Millionen Dollar weltweit über 341 Millionen Dollar an der Kinokasse einspielte.
Bekmambetow gilt als Pionier des Filmgenres Desktop-Filme, das er selbst als Screenmovies („Bildschirmfilme“) bezeichnet. 2015 produzierte er den Horrorfilm Unknown User, Levan Gabriadze führte Regie. Es folgten weitere Filme des Desktop-Genres: Hack the Bloggers, Searching, Profile, bei dem er selbst Regie führte, und Unknown User: Dark Web. Bekmambetow schrieb ein Manifest für das Genre, das beschreibt, welche Aspekte auf einen solchen Film zutreffen sollen: Die gesamte Handlung sollte sich stets auf einem Bildschirm abspielen. Weiterhin sollte die Handlung in Echtzeit stattfinden. Und auch der gesamte Ton kommt aus dem Computer. D.h., es gibt keine zusätzliche Musik durch einen Komponisten.

## Filmografie (Auswahl)
Regisseur
- 1991: Peschawar Wals (Пешаварский вальс)
- 2000: Arena (Гладиатрикс)
- 2004: Wächter der Nacht – Nochnoi Dozor (Ночной дозор)
- 2006: Wächter des Tages – Dnevnoi Dozor (Дневной дозор)
- 2007: Ironie des Schicksals. Die Fortsetzung (Ирония судьбы. Продолжение)
- 2008: Wanted
- 2010: Happy Rutsch (Ёлки)
- 2012: Abraham Lincoln Vampirjäger (Abraham Lincoln: Vampire Hunter)
- 2014: Jolki 1914 (Ёлки 1914)
- 2016: Ben Hur (Ben-Hur)
- 2016: Jolki 5 (Ёлки 5)
- 2018: Profile
- 2021: Dewjatajew

Produzent
- 2000: Nashi 90-e (Miniserie)
- 2010: Happy Rutsch (Ёлки)
- 2011: Apollo 18
- 2011: Jolki 2 (Ёлки 2)
- 2011: Darkest Hour (The Darkest Hour)
- 2012: Abraham Lincoln Vampirjäger (Abraham Lincoln: Vampire Hunter)
- 2012: Die Schneekönigin – Eiskalt verzaubert (Снежная Королева)
- 2013: Jolki 3 (Ёлки 3)
- 2014: Unknown User (Unfriended)
- 2014: Die Schneekönigin 2 (Снежная королева 2: Перезаморозка)
- 2014: Jolki 1914 (Ёлки 1914)
- 2015: Hardcore (Hardcore Henry)
- 2016: Jolki 5 (Ёлки 5)
- 2017: Die Zeit der Ersten (Время первых)
- 2017: Edison – Ein Leben voller Licht (The Current War)
- 2017: Liked
- 2018: Searching
- 2018: Profile
- 2018: Unknown User: Dark Web (Unfriended: Dark Web)
- 2021: Dewjatajew
- 2025: Krieg der Welten (War of the Worlds)